# Lista de presidentes da Tanzânia

Escudo de armas da Tanzânia

O presidente é o chefe de estado da Tanzânia. Esta é a lista dos presidentes da Tanzânia após 1964.

## Presidentes da Tanzânia, 1964-presente
| N° | Presidente        | Imagem | Início do mandato      | Fim do mandato         | Eleição             | Partido   | Vice-presidente                                  | Primeiro-ministro                                                               |
| -- | ----------------- | ------ | ---------------------- | ---------------------- | ------------------- | --------- | ------------------------------------------------ | ------------------------------------------------------------------------------- |
| 1  | Julius Nyerere    |        | 29 de outubro de 1964  | 5 de novembro de 1985  | 1965 1970 1975 1980 | TANU, CCM | Abeid Amani Karume Aboud Jumbe Ali Hassan Mwinyi | Rashidi Kawawa, Edward Sokoine, Cleopa Msuya, Edward Sokoine, Salim Ahmed Salim |
| 2  | Ali Hassan Mwinyi |        | 5 de novembro de 1985  | 23 de novembro de 1995 | 1985 1995           | CCM       | Joseph Warioba, John Malecela, Cleopa Msuya      | Joseph Warioba, John Malecela, Cleopa Msuya                                     |
| 3  | Benjamin Mkapa    |        | 23 de novembro de 1995 | 21 de janeiro de 2005  | 1995 2000           | CCM       | Omar Ali Juma, Ali Mohamed Shein                 | Frederick Sumaye                                                                |
| 4  | Jakaya Kikwete    |        | 21 de janeiro de 2005  | 5 de novembro de 2015  | 2005 2010           | CCM       | Ali Mohamed Shein, Mohamed Bilal                 | Edward Lowassa, Mizengo Pinda                                                   |
| 5  | John Magufuli     |        | 5 de novembro de 2015  | 17 de março de 2021    | 2015 2020           | CCM       | Samia Suluhu                                     | Kassim Majaliwa                                                                 |
| 6  | Samia Suluhu      |        | 19 de março de 2021    | presente               |                     | CCM       | Philip Mpango                                    | Kassim Majaliwa                                                                 |

### Partidos Políticos
- CCM - Chama Cha Mapinduzi
- TANU - Tanganyika African National Union